# Dionatan Teixeira
Dionatan do Nascimento Teixeira (Londrina, Brazília, 1992. július 24. – Londrina, Brazília, 2017. november 5.) szlovák utánpótlás válogatott labdarúgó, aki a Stoke Cityben is játszott, hátvédként. Halálát szívinfarktus okozta.

## Pályafutása

### Kezdeti évek
Teixeira szülővárosa csapatában, a Londrina EC-ben kezdett el futballozni. 16 évesen költözött át Európába, amikor lehetőséget kapott az MFK Košice ifiakadémiáján. 2009-ben próbajátékon járt a Middlesbrough-nál, a Blackburn Roversnél, a Newcastle Unitednél és a Manchester Citynél is.  Ezután visszatért az Košicéhoz, majd 2009. április 18-án, az MFK Dubnica ellen bemutatkozott az első csapatban. Mivel kevés lehetőséget kapott, a 2011/12-es szezont a Slovan Bratislavánál töltötte kölcsönben, de ott is végig a B-csapatban játszott. 2012 nyarán a másodosztályú Baník Ružinához igazolt. 2013 márciusában visszatért az élvonalba, a Dukla Banská Bystrica színeiben.
2014 januárjában a Reading, márciusban pedig a Stoke City hívta próbajátékra.

### Stoke City
2014. június 11-én leigazolta az angol Stoke City, ahol hároméves szerződést írt alá. Angliai pályafutása első részét alaposan megnehezítette, hogy egy edzésen eltörte a lábát, ami miatt a 2014/15-ös idény nagy részét ki kellett hagynia. A Premier League-ben 2015. február 21-én, az Aston Villa ellen mutatkozott be, csereként beállva. Október 3-án kölcsönben a harmadosztályú Fleetwood Townhoz szerződött. Három hónapot töltött ott, mielőtt visszatért volna a Stoke-hoz. A 2015/16-os szezonban ismét mindössze egy bajnokin kapott lehetőséget, a Bournemouth ellen, szintén csereként. 2016 májusában próbajátékon járt az amerikai Orlando Citynél.

### A válogatottban
Teixeira szerepelt a brazil U17-es válogatottban, mielőtt felvette volna a szlovák állampolgárságot, 2013 augusztusában.

## Külső hivatkozások
- Dionatan Teixeira pályafutásának statisztikái a Soccerbase oldalon (angolul)